# Savage Town (Virginia)
Savage Town è un census-designated place (CDP) degli Stati Uniti d'America, situato nello stato della Virginia, nella contea di Accomack. Secondo il censimento del 2020 gli abitanti di Savage Town ammontavano a 72.